# Liste der geschützten Landschaftsteile im Bezirk Weiz
Die Liste der geschützten Landschaftsteile im Bezirk Weiz enthält die geschützten Landschaftsteile im Bezirk Weiz.

## Geschützte Landschaftsteile
| Foto |                 | Name                                                    | ID       | Standort          | Beschreibung | Fläche  | Datum      |
| ---- | --------------- | ------------------------------------------------------- | -------- | ----------------- | ------------ | ------- | ---------- |
| 1    | Datei hochladen | 2 Linden vor der Wallfahrtskirche St.Anna am Lindenberg | GLT_0318 | Passail Standort  |              | 0,27 ha | 05.06.1985 |
| 1    | Datei hochladen | Gedächtniskapelle Waisenegg                             | GLT_0319 | Birkfeld Standort |              | 0,57 ha | 11.08.1994 |